# Filippo II Filoromeo
Filippo II Filoromeo (in greco antico: Φίλιππος ὁ Φιλορωμαῖος?, Phílippos ho Philorōmaîos; in latino Philippus Philoromaeus, letteralmente "amante di Roma"; fl. 66 a.C.-64 a.C.), soprannominato anche Βαρύπους (Barýpus, "piede pesante"), fu l'ultimo sovrano dell'Impero seleucide, prima della conquista romana.

## Biografia
Era il figlio del sovrano Filippo I Filadelfo, e regnò su alcune zone della Siria nei primi anni 60 a.C., in qualità di re cliente del generale romano Gneo Pompeo Magno. Cercò il favore del generale romano, cosa che lo pose in competizione con il cugino Antioco XIII Asiatico, che scacciò da parte del suo regno con l'aiuto della popolazione della sua capitale, Antiochia di Siria, e di un sovrano della Cilicia (67/66 a.C.). Nel 64 a.C. Pompeo detronizzò Antioco e annesse la Siria alla Repubblica romana; Filippo continuò a regnare per qualche tempo su una parte della Cilicia.
Nel 56 a.C. Filippo cercò di salire sul trono del regno tolemaico d'Egitto sposando la principessa Berenice IV, ma il governatore romano in Siria, Aulo Gabinio, impedì il matrimonio. Non è noto cosa successe a Filippo in seguito a questo episodio; alcuni storici ritengono che Gabinio lo abbia fatto giustiziare.
Sebbene la figura di Filippo risulti storicamente insignificante, con lui si estingue la dinastia seleucide, che per undici generazioni aveva regnato su una parte considerevole del mondo ellenistico.

## Ascendenza
|                         |   |                   | Genitori                 |  |  | Nonni |  |  | Bisnonni                |  |  | Trisnonni             |  |
|                         |   |                   |                          |  |  |       |  |  | 8. Demetrio II Nicatore |  |  | 16. Demetrio I Sotere |  |
|                         |   |                   |                          |  |  |       |  |  | 8. Demetrio II Nicatore |  |  | 16. Demetrio I Sotere |  |
|                         |   | 17. Laodice V     |                          |  |  |       |  |  | 8. Demetrio II Nicatore |  |  |                       |  |
| 4. Antioco VIII         |   |                   |                          |  |  |       |  |  | 8. Demetrio II Nicatore |  |  |                       |  |
|                         |   | 9. Cleopatra Tea  | 18. Tolomeo VI           |  |  |       |  |  |                         |  |  |                       |  |
|                         |   | 9. Cleopatra Tea  | 18. Tolomeo VI           |  |  |       |  |  |                         |  |  |                       |  |
|                         |   | 9. Cleopatra Tea  | 19. Cleopatra II         |  |  |       |  |  |                         |  |  |                       |  |
| 2. Filippo I Filadelfo  |   | 9. Cleopatra Tea  |                          |  |  |       |  |  |                         |  |  |                       |  |
|                         |   | 10. Tolomeo VIII  | 20. Tolomeo V            |  |  |       |  |  |                         |  |  |                       |  |
|                         |   | 10. Tolomeo VIII  | 20. Tolomeo V            |  |  |       |  |  |                         |  |  |                       |  |
|                         |   | 10. Tolomeo VIII  | 21. Cleopatra I          |  |  |       |  |  |                         |  |  |                       |  |
| 5. Cleopatra Trifena    |   | 10. Tolomeo VIII  |                          |  |  |       |  |  |                         |  |  |                       |  |
|                         |   | 11. Cleopatra III | 22. Tolomeo VI (= 18.)   |  |  |       |  |  |                         |  |  |                       |  |
|                         |   | 11. Cleopatra III | 22. Tolomeo VI (= 18.)   |  |  |       |  |  |                         |  |  |                       |  |
|                         |   | 11. Cleopatra III | 23. Cleopatra II (= 19.) |  |  |       |  |  |                         |  |  |                       |  |
| 1. Filippo II Filoromeo |   | 11. Cleopatra III |                          |  |  |       |  |  |                         |  |  |                       |  |
|                         | … | …                 |                          |  |  |       |  |  |                         |  |  |                       |  |
|                         | … | …                 |                          |  |  |       |  |  |                         |  |  |                       |  |
|                         | … | …                 |                          |  |  |       |  |  |                         |  |  |                       |  |
| …                       | … |                   |                          |  |  |       |  |  |                         |  |  |                       |  |
|                         |   | …                 | …                        |  |  |       |  |  |                         |  |  |                       |  |
|                         |   | …                 | …                        |  |  |       |  |  |                         |  |  |                       |  |
|                         |   | …                 | …                        |  |  |       |  |  |                         |  |  |                       |  |
| …                       |   | …                 |                          |  |  |       |  |  |                         |  |  |                       |  |
|                         |   | …                 | …                        |  |  |       |  |  |                         |  |  |                       |  |
|                         |   | …                 | …                        |  |  |       |  |  |                         |  |  |                       |  |
|                         |   | …                 | …                        |  |  |       |  |  |                         |  |  |                       |  |
| …                       |   | …                 |                          |  |  |       |  |  |                         |  |  |                       |  |
|                         |   | …                 | …                        |  |  |       |  |  |                         |  |  |                       |  |
|                         |   | …                 | …                        |  |  |       |  |  |                         |  |  |                       |  |
|                         |   | …                 | …                        |  |  |       |  |  |                         |  |  |                       |  |
|                         |   | …                 |                          |  |  |       |  |  |                         |  |  |                       |  |

### Fonti primarie
- Diodoro Siculo, Biblioteca storica, 40.1a-b
- Cassio Dione Cocceiano, Storia romana, 36.17

### Fonti secondarie
- Jona Lendering, Philip II Philoromaeus Archiviato il 17 maggio 2008 in Internet Archive.